# Martin Strnad (sportovní střelec)
Martin Strnad (* 1. srpna 1974 Brno) je český sportovní střelec, olympionik a vítěz české ankety Střelec roku.
Střílí převážně z rychlopalné pistole na 25 m, v klubu Olymp CS MV ČR (Olymp Centrum sportu Ministerstva vnitra) je jeho trenérem Václav Šašek, v klubu ŠKP Rapid Plzeň byl Bratislav Putna.

## Výsledky
- účast na LOH 2008 v Pekingu, kvalifikace z ME pro zemi (z ČR se kvalifikovalo 13 střelců), 16. místo
- účast na LOH 2012 v Londýně 9. místo
- 6. místo na MS 2010 v Mnichově
- 2. místo v závodu SP 2009 v Mnichově, dále 4. a 7. místo
- 1. místo na SP 2012 v Bangkoku
- ME 2012 5. místo[4]
- Evropské hry 2015 v Baku, 13. místo
- Evropské hry 2019 v Minsku, 7. místo (standardní pistole mix 4. místo)

## Ocenění
- 2012 Střelec roku 3. místo
- 2013 Střelec roku 1. místo
- 2014 Střelec roku 3. místo